# 天德 (闽)
天德（943年3月或4月—945年10月2日）是闽（殷）帝王延政的年号，共计3年。

## 改元

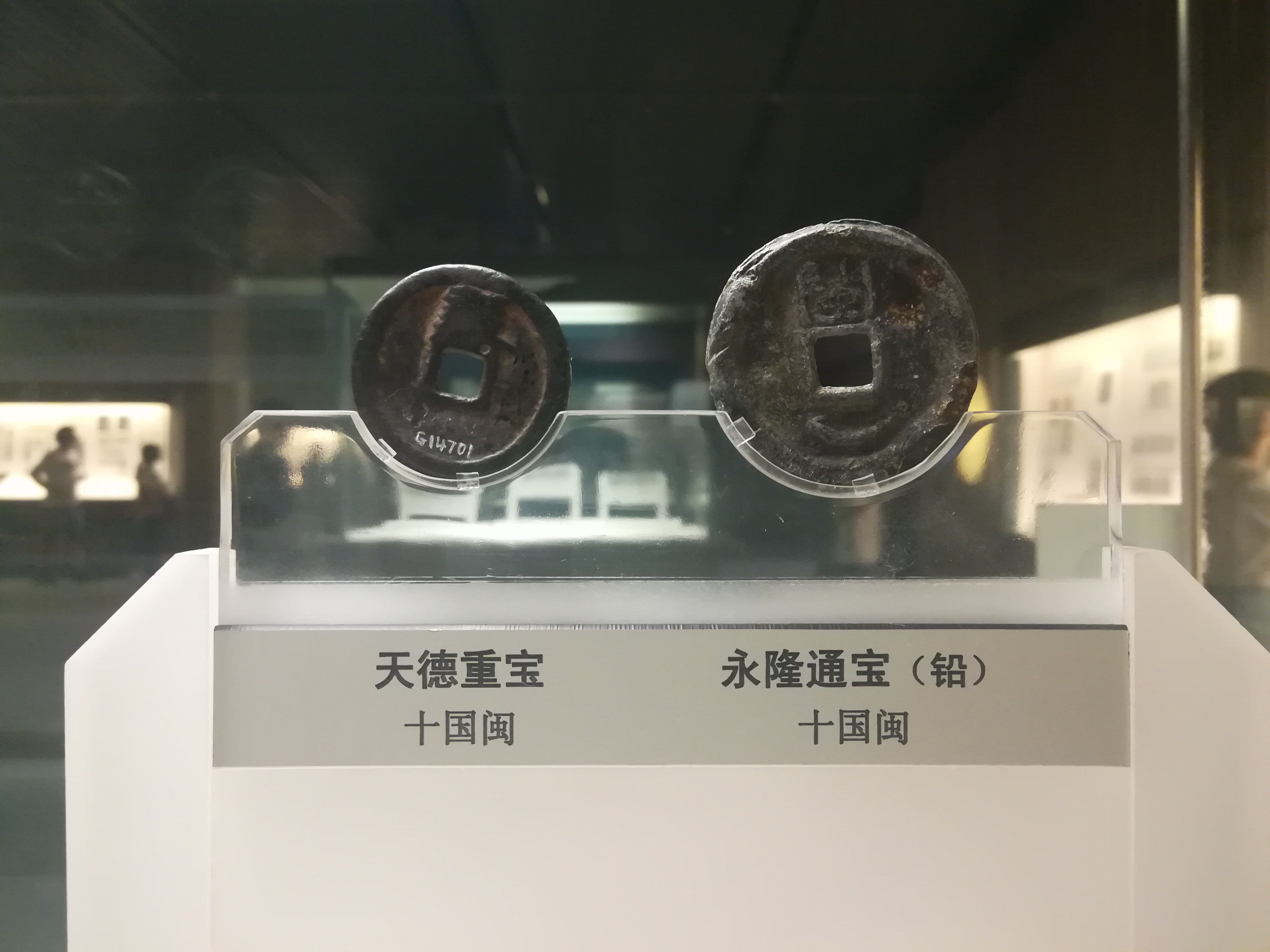
天德重宝（左）

- 永隆五年——二月（943年3月9日－4月7日），王延政稱帝，国号大殷，改元天德。[2][3][4]
- 天德二年——铸铜、铁“天德通宝”、“天德重宝”钱[5]。
- 天德三年——正月（945年2月15日－3月16日），王延政改称闽帝[6][7]。
- 天德三年——八月廿四·丁亥（945年10月2日），王延政向南唐投降。[6][8][9]

## 紀年對照表
| 天德 | 元年  | 二年  | 三年  |
| ---- | ----- | ----- | ----- |
| 公元 | 943年 | 944年 | 945年 |
| 干支 | 癸卯  | 甲辰  | 乙巳  |

## 同期存在的其他政权年号
- 中國
  - 天福（936年－944年）：後晉—石敬瑭之年號
  - 開運（944年－946年）：後晉—石重貴之年號
  - 昇元（937年－943年）：南唐—李昪之年號
  - 保大（943年－957年）：南唐—李璟之年號
  - 光天（942年－943年）：南漢—劉玢之年號
  - 應乾（943年）：南漢—劉晟之年號
  - 乾和（943年－958年）：南漢—劉晟之年號
  - 永樂（942年－943年）：南漢時期—張遇賢之年號
  - 广政（938年－965年）：後蜀—孟昶之年號
  - 文德（938年－944年）：大理—段思平之年號
  - 文經（945年）：大理—段思英之年號
  - 會同（938年－947年）：契丹—耶律德光之年號
  - 同慶（912年－966年）：于闐—尉遲烏僧波之年號
- 日本
  - 天慶（938年－947年）：朱雀天皇與村上天皇之年号

## 參看
- 中國年號索引
- 其他政权使用的天德年号

## 扩展閱讀
- 李崇智. . 北京: 中華書局. 2004年12月. ISBN 7101025129.
- 鄧洪波. . 臺北: 國立臺灣大學東亞經典與文化研究計劃. 2005年3月  [2022-01-03]. ISBN 9789860005189. （原始内容 (pdf)存档于2007-08-25）.

| 前一年號： 永隆 | 闽（殷）年号 943年3月或4月－945年10月2日 | 下一年號： 无 （政权灭亡） |